# Natalia Deriouguina
Natalia Borissovna Deriouguina (russe : Наталья Борисовна Дерюгина), née le 23 avril 1971 à Moscou en URSS (aujourd'hui en Russie), est une ancienne joueuse de handball soviétique puis russe. Elle évoluait au poste de pivot.
Avec l'équipe unifiée de l'ex-URSS, elle est médaillée de bronze aux Jeux olympiques de 1992 à Barcelone.

## Biographie
Internationale russe de 1993 à 2005, elle est élue meilleure pivot du championnat du monde en 1995 puis en 1997.
Elle rejoint en 1994 le Danemark et le club du Viborg HK où, en l'espace de 9 saisons, elle remporte 6 championnats du Danemark et atteint deux fois la finale de la Ligue des champions. En 2003, elle prend la direction d'un autre club danois, l'Aalborg DH, où elle évolue jusqu'en 2008. 

## Palmarès

### En équipe nationale
Jeux olympiques
- médaille de bronze aux Jeux olympiques de 1992 à Barcelone (avec l' Équipe unifiée de l’ex-URSS)

championnats du monde
- 6e place du championnat du monde 1995 (avec la  Russie)
- 4e place du championnat du monde 1997 (avec la  Russie)

championnats d'Europe
- 7e place au Championnat d'Europe 1996 (avec la  Russie)

### En club
compétitions internationales
- finaliste de la Ligue des champions (C1) en 1996 et 2001 (avec Viborg HK)
- vainqueur de la Coupe de l'EHF (C3) en 1999 (avec Viborg HK)
- vainqueur de la Supercoupe d'Europe en 2001 (avec Viborg HK)

compétitions nationales
- championne du Danemark en 1995, 1996, 1997, 1999, 2000, 2001, 2002 (avec Viborg HK)
- vainqueur de la coupe du Danemark en 1996 et 2003 (avec Viborg HK)

### Récompenses individuelles
- élue meilleure pivot du championnat du monde en 1995 et 1997
- nommée à l'élection de la meilleure handballeuse mondiale de l'année en 1996 (7e) et 1997 (6e)